# Oskar Lassar

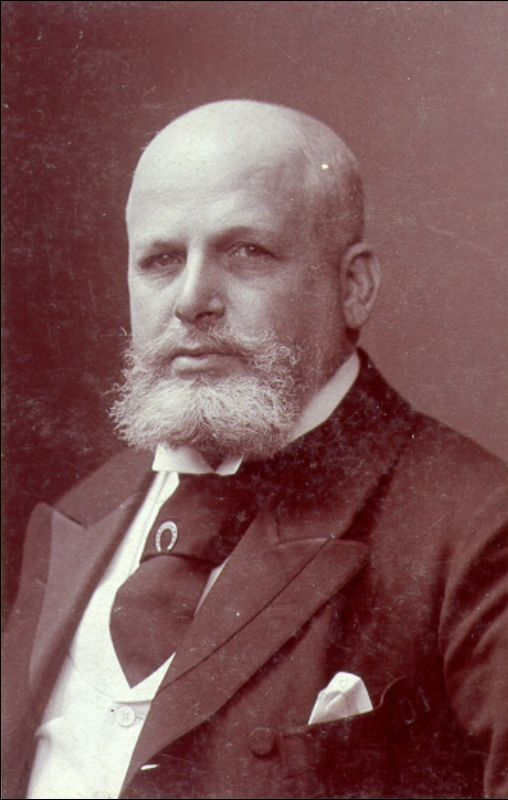
Oskar Lassar

Oskar Lassar (ur. 11 stycznia 1849 w Hamburgu, zm. 21 grudnia 1907 w Berlinie) – niemiecki lekarz dermatolog. Pisał również bajki dla dzieci i powieści, pod pseudonimem Edmund Olaß.

## Życiorys
Był synem hamburskiego kupca Diodora Lassara (1794–1855) i Emmy z domu Beyfuß. Studiował na Uniwersytecie Ruprechta i Karola w Heidelbergu, Uniwersytecie Jerzego Augusta w Getyndze, Uniwersytecie Cesarza Wilhelma w Straßburgu oraz Uniwersytecie Fryderyka Wilhelma w Berlinie; w 1872 na Uniwersytecie Juliusza i Maksymiliana w Würzburgu otrzymał tytuł doktora medycyny. Przez krótki czas był asystentem w berlińskiej klinice Charité, po czym w mieście tym założył (1890) prywatną klinikę dermatologiczno-wenerologiczną. W 1903 został profesorem nadzwyczajnym berlińskiej uczelni.
W 1882 w Berlinie ożenił się z Emmą Büding; mieli syna Gerharda (1888–1936), później profesora prawa publicznego na Uniwersytecie w Hamburgu.
Zmarł w 1907 w Berlinie wskutek wypadku samochodowego. Nekrologi napisali Julius Heller, Albert Jesionek i Oskar Rosenthal.

## Dorobek naukowy
Oskar Lassar jest pamiętany za utworzenie łaźni publicznych dla biednych, nazywanych w Niemczech Volksbäd, a w Austrii, Tröpferlbad. W 1882 razem z Hebrą i Unną założył "Monatshefte für Praktische Dermatologie". W 1886 roku z jego inicjatywy powstało Berliner Dermatologischen Gesellschaft, w 1899 roku założył Deutsche Gesellschaft für Volksbäder. Założył czasopismo dermatologiczne "Dermatologische Zeitschrift" którego był redaktorem od 1893 roku do śmierci w 1907. Wprowadził do dermatologii pastę cynkową, dawniej nazywaną pastą Lassara (Lassarsche Paste).

## Wybrane prace
- Notiz über städtische Desinfections-Einrichtungen. Deutsche Medizinische Wochenschrift 6: 421-422 (1880)
- Volksgesundheit und menschliche Gesellschaft in ihren Wechselbeziehungen (1892)
- Die gesundheitsschädliche Tragweite der Prostitution (1892)
- Ueber die Natur der Pityriasis rosea. Deutsche Medizinische Wochenschrift 18, ss. 469-470 (1892)
- Geschichten und Gedichte für kleine Kinder (1895)
- Das Volksbad (1896)
- Ueber die Behandlung der Ekzeme. Klinischer Vortrag. Deutsche Medizinische Wochenschrift 31, ss. 1057–1062 (1905)
- Die Verhütung und Bekämpfung der Kahlheit. Klinischer Vortrag. Deutsche Medizinische Wochenschrift 32, ss. 1065–1069 (1906)